# 溫田站
溫田站（日语：／ Nukuta eki */?）是位於長野縣下伊那郡泰阜村溫田，東海旅客鐵道（JR東海）的飯田線車站。
曾經在正月和盂蘭盆節，特急「伊那路」會臨時停靠此站，在2005年起全年停站。

## 歷史
- 1935年（昭和10年）11月15日 - 三信鐵道（日语：三信鉄道）此站至門島站之間開通，此站啟用[1][2]。為一般車站。
- 1936年（昭和11年）4月26日 - 三信鐵道此站至滿島站（現時：平岡站）之間開通[2]。
- 1943年（昭和18年）8月1日 - 三信鐵道被國有化，成為飯田線的一部分[2]。
- 1984年（昭和59年）
  - 1月16日 - 終止貨物起卸業務，變為旅客車站。
  - 2月24日 - 飯田線南部CTC化，此站成為業務委託車站。
- 1985年（昭和60年）3月14日 - 終止行李起卸業務。
- 1987年（昭和62年）4月1日：伴隨國鐵分割民營化，車站由東海旅客鐵道（JR東海）營運。[2]。
- 1998年（平成10年）3月31日 - 成為無人車站。
- 2003年（平成15年）6月2日 - 車站大樓借給農協使用。
- 2005年（平成17年）10月1日 - 特急「伊那路」全年停站[1]。
- 2013年（平成25年）
  - 9月 - 受到颱風萬宜影響，平岡站至天龍峽站之間暫停營業，使用巴士代行。特急「伊那路」暫停行駛。
  - 10月10日 - 天龍峽站至平岡站之間重開。特急「伊那路」重開。

## 車站構造

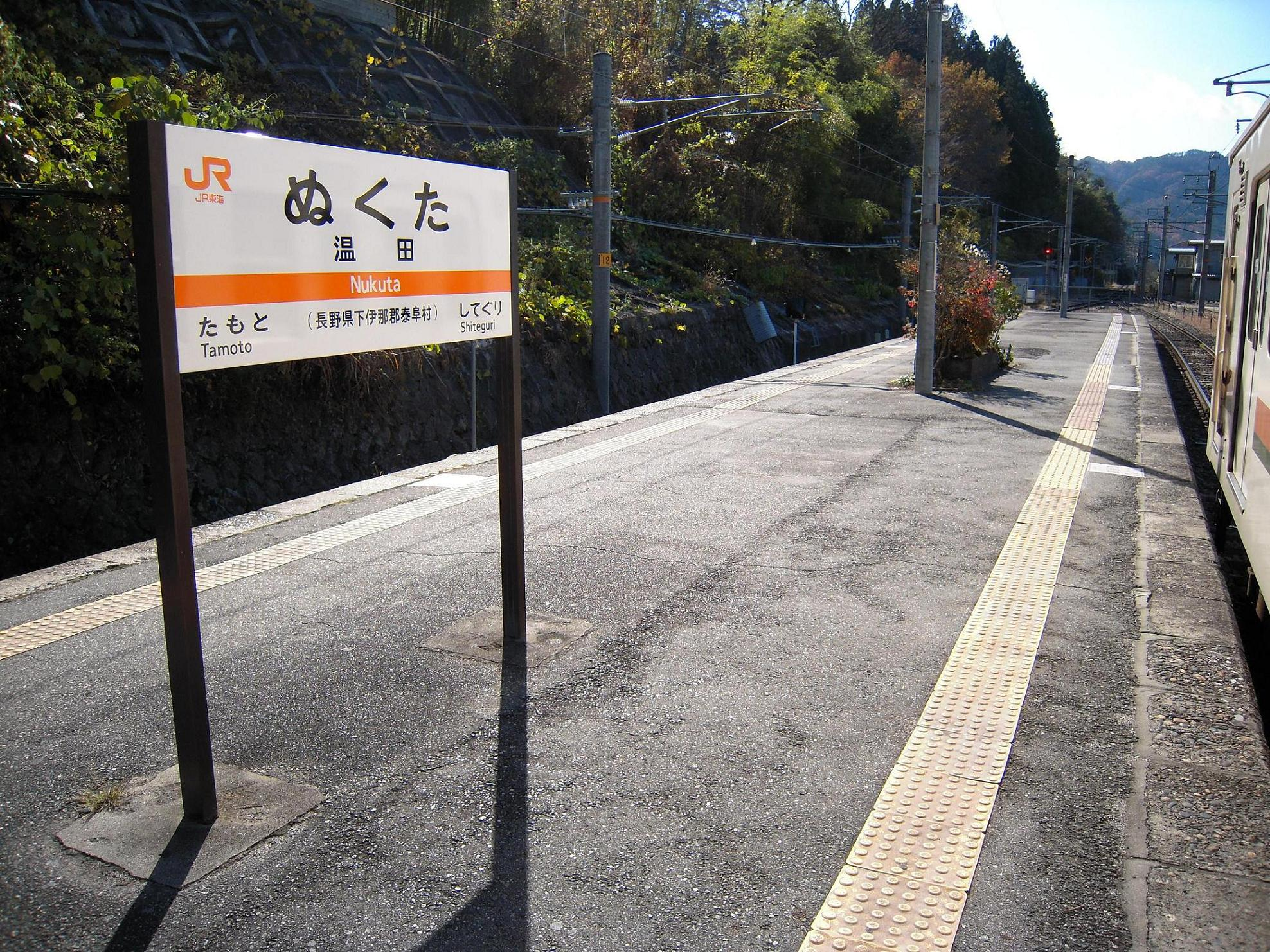
月台（2009年11月）

車站是一座地面車站，設有1面2線島式月台。月台靠近天龍峽一方設有警報機和遮斷機的站內平交道。
此站由飯田站管理的無人車站。車站大樓位於下行線側，大樓內借給JA南信州使用。

### 月台
| 月台 | 路線   | 上下行 | 方向               |
| ---- | ------ | ------ | ------------------ |
| 1    | 飯田線 | 下行   | 天龍峽、飯田方向   |
| 2    | 飯田線 | 上行   | 中部天龍、豐橋方向 |

## 使用狀況
根據「長野縣統計書」，以下為1日平均乘車人次列表：
| 年度 | 1日平均 乘車人次 |
| ---- | ---------------- |
| 2007 | 302              |
| 2009 | 258              |
| 2010 | 256              |
| 2011 | 273              |
| 2012 | 267              |
| 2013 | 257              |
| 2014 | 237              |
| 2015 | 253              |
| 2016 | 247              |
| 2017 | 258              |

## 車站周邊
車站位於泰阜村內。站前設有前往阿南町中心的巴士路線停靠。因此實質上，此站是阿南町的玄關口。此站最接近阿南學校，有許多學生使用此站。
- 天龍川
- 阿南警署（日语：阿南警察署 (長野県)）[1]
- 長野縣立阿南醫院（日语：長野県立阿南病院）[1]
- 泰阜村公所南分所[1]
- 溫田郵局
- 阿南高校[1]
- 南宮峽[1]
- 萬古溪谷[1]
- 南宮溫泉
- 南宮神社

## 巴士路線
- 阿南町南部公共巴士
  - 前往飯田市飯田醫院
  - 前往賣木村小守之湯

## 相鄰車站
東海旅客鐵道（JR東海）
 飯田線
- 特急「伊那路」停車站

■快速（只有上行班次）、■普通
平岡－為栗（※）－溫田－田本（※）－門島
※部分普通列車通過為栗站和田本站。
- 在1943年（昭和18年）7月31日前，在此站與為栗站之間曾經設有我科站。

## 注腳
1. 1 2 3 4 5 6 7 8 9 10 11 12 13 14 15 16 17 18 19 20 21 22  信濃毎日新聞社出版部. . 信濃毎日新聞社. 2011-07-24: 230. ISBN 9784784071647.
2. 1 2 3 4  曾根悟（監修）. 朝日新聞出版分冊百科編集部（編集） , 编. . 週刊 歴史でめぐる鉄道全路線 国鉄・JR (朝日新聞出版). 2009-07-26, (3): 15–17 （日语）.
3. 1 2  採用車站時間表的方向資訊。詳情參見JR東海官方網站的各站時間表 （页面存档备份，存于）（截至2015年1月）。
4. ↑   (PDF). 長野縣企画振興部情報政策課統計室.   [2019-03-15]. （原始内容 (PDF)存档于2019-03-25） （日语）.
5. ↑   (PDF). 長野縣企画振興部情報政策課統計室.   [2020-03-14]. （原始内容 (PDF)存档于2021-01-15） （日语）.